# Franciszek Stankar
Franciszek Stankar, właśc. Francesco Stancaro (ur. w 1501 w Mantui, zm. 12 listopada 1574 w Stopnicy) – włoski teolog i lektor hebrajskiego, ksiądz katolicki. Działalność reformacyjna skłoniła go do porzucenia stanu duchownego. Wspierał tworzenie się wspólnot kalwińskich oraz unitariańskich (zwanych od jego nazwiska stankarystami) w Polsce.

## Życiorys
Był profesorem Uniwersytetu Padewskiego. W 1550 roku został powołany na katedrę hebraistyki w Akademii Krakowskiej. Działał w Pińczowie będącym wówczas centrum reformacji w Małopolsce. Wkrótce jednak za swoje poparcie dla idei reformacyjnych został uwięziony na zamku w Lipowcu, skąd zbiegł dzięki pomocy szlachty.
Udał się do Prus Książęcych (od 25 lat było to państwo protestanckie), gdzie został profesorem Uniwersytetu w Królewcu i pełnił tę funkcję w latach 1551–1552.
Wrócił do Polski około 1558 roku. Wspierany przez swojego protektora Stanisława Mateusza Stadnickiego, który rozpoczął odprawianie nabożeństw protestanckich w dubieckiej parafii, założył tam gminę kalwińską oraz w 1559 szkołę, w której wykładał. Zaprosił do pracy w niej swojego zwolennika – Grzegorza Orszaka, którego znał z wcześniejszej współpracy w szkole pińczowskiej. Do szkoły uczęszczało wielu przedstawicieli szlachty przemyskiej i małopolskiej.
Głoszone przez Stankara poglądy odbiegały również od poglądów kalwińskich. Głosił, iż Chrystus jest pośrednikiem między człowiekiem a Bogiem tylko w naturze ludzkiej, natomiast w naturze boskiej jest równy Bogu. Został potępiony na protestanckich synodach w Pińczowie w latach 1555 i 1559 i w Książu w 1560 roku (tam również go wyklęto).
W 1562 roku Franciszek Stankar opuścił Dubiecko i udał się do Rzochowa, wsi w Sandomierskiem, należącej do dóbr swojego opiekuna – Stanisława Stadnickiego, który był jego żarliwym obrońcą do tego stopnia, że szukał dla niego poparcia (bezskutecznie) u samego Kalwina. Stawał również w obronie Stankara na synodach protestanckich w Krakowie w grudniu 1561 roku, w Rogowie i Balicach w 1562. Stankara poparł natomiast Andrzej Frycz Modrzewski, który napisał Stadnickiemu, że przeciwnicy myśliciela kłócą się z nim o słowa, a nie o istotę rzeczy.
Stancaro był jednym z tłumaczy Biblii brzeskiej wydanej w 1563.
Śmierć opiekuna zmusiła Franciszka Stankara do przeniesienia się do Stopnicy, wsi w Krakowskiem, gdzie w domu otrzymanym od Piotra Zborowskiego przebywał z rodziną aż do swojej śmierci. Przywileje szlacheckie uzyskał w 1569 od króla Zygmunta Augusta na sejmie lubelskim. Pod koniec życia Stancaro powrócił do kalwinizmu i potępił swoje dawne poglądy.
Jego synem był Franciszek Stankar (młodszy) – minister kalwiński, superintendent zborów małopolskich.

## Twórczość
- Canones reformationis ecclesiarum polonicarum (1552)
- Projekt naprawienia w kościelech naszych